# Championnat de Belgique de football de quatrième division 2024-2025
Navigation
saison précédente saison suivante
Le Championnat de Belgique de football de quatrième division 2024-2025 est la septante-troisième édition (soixante-treizième) du championnat de Championnat belge de « 4e Division ». C’est la neuvième édition sous le nom de "Division 2 (Amateur)". Les habitudes sont d'ajouter les initiales « VV » pour les séries néerlandophones ou « ACFF » pour la série francophone.
Bien que cette compétition soit régionalisée, la fédération belge la considère comme « nationale » (tout comme le niveau inférieur, désormais appelé « Division 3 ». La fédération belge insiste fréquemment sur son esprit unitaire et que s’il y a des ailes d'appartenance linguistiques, il ne s’agit pas d’une scission en « Fédérations régionales distinctes » comme d'autres sports ont pu le faire.
Cette Division 2 est répartie en trois séries de 18 clubs. Deux groupes sont composés chacun de 18 clubs situés en Région flamande (ou selon le règlement) affiliés à la « VV » - Voetbal Vlaanderen - et une poule avec seize clubs du reste du pays (ou selon le règlement) affiliés à l'aile « ACFF » - Association des Clubs Francophones de Football (qui inclut aussi les cercles garmanophones).
La distinction entre les trois séries est: « Division 2 VV série A », « Division 2 VV série B » et « Division 2 ACFF ».

## Organisation
Ce championnat est géré communément par les deux ailes linguistiques de la Fédération royale belge de football: « VV » et « ACFF »
Chaque série est jouée distinctement. Au sein de chaque poule, les équipes se rencontrent en matchs aller/retour et un classement distinct est établi pour chaque série.
Au sein de chaque, on applique le principe de « trois périodes » aussi appelé familièrement « tranches ». Il s'agit le plus souvent (championnat à 18) de période de 10 matchs faisant l'objet d'un classement indépendant. Le gain d'une « tranche » permet de se qualifier pour le « Tour final de Nationale 2 » (voir ci-dessous) à condition d'être en possession de la « licence Nationale 1 ».

### Licence nécessaire
À partir de cette saison 2023-2024, tous les clubs désireux d'évoluer à l'échelon national doivent être titulaire d'une licence accordée par l'aile linguistique concernée (VV ou ACFF) de la fédération. L'octroi de cette licence est évidemment moins strict que pour celle de la Nationale 1 qui est voulue « semi-professionnelle +++ ». Néanmoins, les cercles doivent remplir différents critères administratifs précis sous peine d'être renvoyé en Première provinciale (P1) soit le 6e niveau Il y a une volonté latente de « professionnaliser » toujours d'avantage les formations évoluant en séries nationales. .
Les installations du club dont bien évidemment le terrain de l'équipe « A » doit respecter des limites données (Norme 11/N soit 99-106m x 63-69m et une déclivité maximale de 2%) et disposer d'un éclairage suffisant de minimum 100 LUX (au lieu de 80 précédemment). Une obligation fait polémique: le coach de l'équipe première d'un club (ou son adjoint), doit avoir le diplôme « UEFA-A ». Un document qui ne s'obtient qu'au terme d'un cursus spécifique (3 fois 6 mois) et surtout fort coûteux (2 200 euros). De même, l'équipe des « Réserves » ainsi que les sélections U17, U19 et U21 doivent être confiées à une personne diplômée au minimum en tant que « UEFA-B ».
Cette obligation de licence aurait dû entrer en vigueur plus tôt mais l'éclatement de la Pandémie de covid-19 a retardé la mise en œuvre du projet.
Devant être demandée en février, les licences sont accordées à la fin mars par l'aile linguistique concernée. Un premier recours contre un éventuel refus est possible auprès de la « Commission de contrôle de la RBFA ». Si un second refus est reçu, le club pourra alors se pourvoir devant la CBAS. Un cercle de « P1 » qui décroche le droit de monter peut évoluer en « D3 Amateur », mais doit se mettre en ordre de ce nouvelle licence dans le courant de la saison suivante, au risque de ne pas pouvoir se maintenir .

#### Procédure VV
Dans chacune des deux séries « D2 Amateur VV », les deux derniers classés sont relégués directement vers le niveau inférieur. Les deux classés 16e sont considérés comme "barragiste". Il s'affronte dans un barrage en une seule manche. Le perdant descend en « Division 3 VV » si 3 clubs "VV" descendent de Nationale 1. Les deux classés 16e descendent si 4 clubs "VV" quittent la Nationale 1.

#### Procédure ACFF
Les trois derniers classés de la « Division 2 ACFF » sont relégués directement en D3 Amateur ACFF. Il n'y a pas de « barragiste ». Cependant un 4e descendant direct peut être nécessaire en fonction du nombre de club "ACFF" qui quittent la Nationale 1 (et/ou éventuellement les étages supérieurs à celle-ci). Rien qu'en se basant sur les résultats de la Nationale 1 (les 3 descendants directs + le barragiste sont ACFF et le gain du « Tour final de Nationale 1 » est pour un cercle VV), on pourrait avoir jusqu'à six relégués directs de Division 2 ACFF.

## Légende des classements
|                 | champion et promu en Nationale 1                                               |
|                 | non champion mais promu direct en Nationale 1                                  |
|                 | clubs disputant un barrage pour la montée                                      |
|                 | clubs devant disputer un barrage pour le maintien                              |
|                 | clubs relégués (sportivement ou administrativement) vers la Division 3 Amateur |
| en augmentation | clubs promus de Division 3 depuis la saison précédente                         |
| en diminution   | clubs relégués de Nationale 1 depuis la saison précédente                      |

Les grilles proposées ci-après sont établies sur base des résultats sportifs officialisés par la fédération. Des recours entamés par des clubs mécontents de leur sort sont toujours pendants et l'issue de ces actions juridiques pourraient apporter des modifications.
Note: Les trois tableaux ci-après  poursuivent le comptage débuté comme « D2 Amateur », à la suite de la réforme de 2016 y inclus la saison 2020-2021, car si celle-ci a été annulée, elle a été entamée et quelques journées organisées. La colonne « Total Niv. 4 » effectue l’addition des éventuelles saisons en « Promotion » jouées  AVANT la réforme.

## Clubs ACFF participants 2024-2025

### Division 2 ACFF

#### Liste Série ACFF
| #  | Nom                                              | Mat. | Prov.        | Villes         | Stades                  | en « D2 » depuis | Total en « D2 » | Total au 4e niveau | 2023-2024           |
| -- | ------------------------------------------------ | ---- | ------------ | -------------- | ----------------------- | ---------------- | --------------- | ------------------ | ------------------- |
| 1  | Stade Verviétois                                 | 33   | Liège        | Verviers       | de Bielmont             | 2022-23 3e       | 3 saisons       | 18 saisons         | 12e                 |
| 2  | La Louvière Centre                               | 213  | Hainaut      | La Louvière    | le Tivoli               | 2022-23 3e       | 6 saisons       | 33 saisons         | 10e                 |
| 3  | R. Sp. Cl. Union & Progrès Dieleghem Jette       | 474  | Bxl-Capitale | Jette          | Complexe Expo           | 2020-21 5e       | 5 saisons       | 27 saisons         | 15e                 |
| 4  | Royal Football Club Union La Calamine            | 526  | Liège        | La Calamine    | Prince Philippe         | 2023-24 2e       | 4 saisons       | 18 saisons         | 9e                  |
| 5  | Entente Acren-Lessines                           | 2774 | Hainaut      | Deux-Acren     | des Camomilles          | 2016-17 9e       | 9 saisons       | 13 saisons         | 16e                 |
| 6  | Royal Cercle Sportif de Verlaine                 | 2871 | Liège        | Verlaine       | des Six Bonniers        | 2019-20 6e       | 6 saisons       | 6 saisons          | 13e                 |
| 7  | Royal Football Club de Meux                      | 4454 | Namur        | Meux           | des Verts et Blancs     | 2016-17 9e       | 9 saisons       | 20 saisons         | 6e                  |
| 8  | Royal Football Club Ganshoren                    | 7569 | Bxl-Capitale | Ganshoren      | Communal                | 2020-21 5e       | 5 saisons       | 10 saisons         | 14e                 |
| 9  | Royal Football Club Huy                          | 76   | Liège        | Huy            | Complexe Sportif        | 2024-25 1er      | 1 saison        | 44 saisons         | 1er D3 ACFF Série B |
| 10 | Royal Football Club Seraing B                    | 167  | Liège        | Seraing        | Pairay, terrain 2       | 2024-25 1er      | 2 saisons       | 2 saisons          | 5e D3 ACFF Série B  |
| 11 | Royal Football Club Raeren-Eynatten              | 431  | Liège        | Raeren         | Jean-Willy Wüst Stadion | 2024-25 1er      | 1 saison        | 1 saison           | 2e D3 ACFF Série B  |
| 12 | Royal Aywaille Football Club                     | 1979 | Liège        | Aywaille       | de la Porallée          | 2024-25 1er      | 1 saison        | 7 saisons          | 3e D3 ACFF série B  |
| 13 | Royal Sporting Club Habay-la-Neuve               | 3093 | Luxembourg   | Habay-la-Neuve | E. Mathieu              | 2024-25 1er      | 1 saison        | 1 saison           | 4e D3 ACFF série B  |
| 14 | Royal Crossing Club Schaerbeek                   | 4070 | Bxl-Capitale | Schaerbeek     | Stade communal          | 2024-25 1er      | 1 saison        | 1 saison           | 2e D3 ACFF Série A  |
| 15 | Königliche Allgemeine Sportvereinigung Eupen U23 | 4276 | Liège        | Eupen          | Kehrweg                 | 2024-25 1er      | 1 saison        | 1 saison           | NC                  |
| 16 | Royal Cercle Sportif Onhaye                      | 6626 | Namur        | Onhaye         | du Forbot               | 2024-25 1er      | 2 saisons       | 4 saisons          | 1er D3 ACFF série A |
| 17 | Cercle Sportif de l'Entité de Manage             | 8470 | Hainaut      | Manage         | du Scailmont            | 2024-25 1er      | 1 saison        | 1 saison           | 3e D3 ACFF Série A  |
| 18 | Cercle Sportif Pays Vert Ostiches-Ath            | 9245 | Hainaut      | Ostiches       | des Géants              | 2024-25 1er      | 1 saison        | 1 saison           | 4e D3 ACFF série A  |

#### Localisations Série ACFF
| \| 1 = KAS Eupen U23 · 2 = R. FC Seraing « B » U23 Jette Ganshoren Acren La Louvière Centre La Calamine Verviers Verlaine Meux Huy 2 Raeren Aywaille Habay-la-Neuve Schaerbeek 1 Onhaye Manage Ath \| Localisation des clubs engagés en Division 2 ACFF en 2024-2025 |
| 1 = KAS Eupen U23 · 2 = R. FC Seraing « B » U23 Jette Ganshoren Acren La Louvière Centre La Calamine Verviers Verlaine Meux Huy 2 Raeren Aywaille Habay-la-Neuve Schaerbeek 1 Onhaye Manage Ath                                                                      |

### Classement
- Champion d'automne:
- Dernière mise à jour: le dimanche 27 avril 2025.

Ne peuvent monter en « Nationale 1 » que les clubs en ordre de lice ad hoc. Dans le même ordre d'idées, -une licence spécifique est nécessaire pour évoluer en « Division 2 Amateur ». Des « relégations administratives » sont donc possibles.
| Rang | Équipe                         | Pts | J  | G  | N  | P  | Bp | Bc | Diff |
| ---- | ------------------------------ | --- | -- | -- | -- | -- | -- | -- | ---- |
| 1    | Royal Crossing Club Schaerbeek | 76  | 34 | 22 | 10 | 2  | 61 | 27 | +34  |
| 2    | R. FC Meux                     | 72  | 34 | 21 | 9  | 4  | 68 | 31 | +37  |
| 3    | R. CS Onhaye                   | 64  | 34 | 19 | 7  | 8  | 51 | 33 | +18  |
| 4    | R. SC Habay-la-Neuve           | 57  | 34 | 17 | 6  | 10 | 48 | 30 | +18  |
| 5    | Entente Acren-Lessines         | 57  | 34 | 16 | 9  | 9  | 53 | 39 | +14  |
| 6    | R. FC Raeren-Eynatten          | 54  | 34 | 16 | 6  | 12 | 37 | 35 | +2   |
| 7    | Stade Verviétois               | 53  | 34 | 15 | 8  | 10 | 43 | 31 | +12  |
| 8    | RFCU La Calamine               | 50  | 34 | 14 | 8  | 12 | 55 | 45 | +10  |
| 9    | R. FC Seraing (U23)            | 44  | 34 | 12 | 8  | 14 | 45 | 51 | -6   |
| 10   | R. SCUP Dieleghem Jette        | 44  | 34 | 11 | 11 | 12 | 40 | 49 | -9   |
| 11   | CSE Manage                     | 43  | 34 | 12 | 7  | 15 | 47 | 62 | -15  |
| 12   | R. Aywaille FC                 | 41  | 34 | 12 | 5  | 17 | 47 | 55 | -8   |
| 13   | R. FC Ganshoren                | 41  | 34 | 10 | 11 | 13 | 45 | 49 | -4   |
| 14   | R. FC Huy                      | 37  | 34 | 9  | 10 | 15 | 47 | 55 | -8   |
| 15   | CSPV Ostiches-Ath              | 35  | 34 | 9  | 8  | 17 | 40 | 57 | -17  |
| 16   | R. CS Verlaine                 | 28  | 34 | 8  | 4  | 22 | 41 | 63 | -22  |
| 17   | La Louvière Centre             | 25  | 34 | 6  | 7  | 21 | 39 | 61 | -22  |
| 18   | KAS Eupen (U23)                | 24  | 34 | 6  | 6  | 22 | 38 | 67 | -29  |

## Clubs VV participants 2024-2025

### Division  2 Amateur VV - Série A

#### Liste - Série «A»
| #  | Nom                                              | Mat. | Prov.    | Villes            | Stades                           | en « D2 » depuis | Total en « D2 » | Total au 4e niveau | 2023-2024         |
| -- | ------------------------------------------------ | ---- | -------- | ----------------- | -------------------------------- | ---------------- | --------------- | ------------------ | ----------------- |
| 1  | Koninklijke Racing Club Gent                     | 11   | Fl. or.  | Gand              | Chillax Arena                    | 2016-17 9e       | 9 saisons       | 36 saisons         | 12e série A       |
| 2  | Koninklijke Sport Vereniging Oudenaarde          | 81   | Fl. or.  | Audenarde         | Burgmeester Thienpont            | 2019-20 6e       | 6 saisons       | 23 saisons         | 7e série A        |
| 3  | Koninklijke Maatschappij Torhout                 | 822  | Fl. occ. | Torhout           | de Velodroom                     | 2022-23 3e       | 5 saisons       | 15 saisons         | 11e série A       |
| 4  | Sporting West Harelbeke                          | 1574 | Fl. occ. | Harelbeke         | Forestier                        | 2016-17 9e       | 9 saisons       | 17 saisons         | 15e série A       |
| 5  | Koninklijke Football Club Sparta Petegem         | 3821 | Fl. or.  | Petegem           | Sparta                           | 2016-17 9e       | 9 saisons       | 15 saisons         | 16e série A       |
| 6  | Koninklijke Football Club Voorde-Appelterre      | 3964 | Fl. or.  | Appelterre-Eichem | Molenveld                        | 2023-24 2e       | 2 saisons       | 2 saisons          | 6e série A        |
| 7  | Koninklijk Voetbal Vereniging Zelzate            | 4165 | Fl. or.  | Zelzate           | A Complex KVV                    | 2020-21 5e       | 5 saisons       | 5 saisons          | 13e série A       |
| 8  | Jong Essevee U23                                 | 5381 | Fl. occ. | Zulte             | Gemeentelijke (« Kastanjelaan ») | 2022-23 3e       | 3 saisons       | 3 saisons          | 9e série A        |
| 9  | Kon. Oude Leerlingen St-Augustinus Brakel        | 5553 | Fl. or.  | Brakel            | Stephaan Van Den Berghe          | 2020-21 5e       | 8 saisons       | 18 saisons         | 14e série A       |
| 10 | Koninklijke Voetbalclub Sportvereniging Oostkamp | 5956 | Fl. occ. | Oostkamp          | de Valkaart                      | 2022-23 3e       | 3 saisons       | 3 saisons          | 8e série A        |
| 11 | Sporting Club Dikkelvenne                        | 7074 | Fl. or.  | Dikkelvenne       | Marc Gevaert                     | 2018-19 7e       | 7 saisons       | 8 saisons          | 3e série A        |
| 12 | Football Club Lebbeke                            | 8601 | Fl. or.  | Lebbeke           | Albert Ie straat                 | 2022-23 3e       | 3 saisons       | 14 saisons         | 9e série B        |
| 13 | Football Club Gullegem                           | 9512 | Fl. occ. | Gullegem          | FC Gullegem                      | 2016-17 9e       | 9 saisons       | 10 saisons         | 10e série A       |
| 14 | Koninklijke Voetbal Klub Westhoek                | 100  | Fl. occ. | Ypres             | Crackstadion                     | 2024-25 1er      | 8 saisons       | 35 saisons         | 1er D3 VV série A |
| 15 | Jong Westerlo U23                                | 2024 | Anvers   | Westerlo          | Het Kuipje                       | 2024-25 1er      | 1 saison        | 1 saison           | NC                |
| 16 | SK Roeselare                                     | 8264 | Fl. occ. | Roulers           | Schiervelde                      | 2024-25 1er      | 1 saison        | 1 saison           | 4e D3 VV série A  |

#### Localisations - Série VV «A»
| \| Légende » : · 1 = KM Torhout · 2 = Jong Westerlo · 3 = K. VC SV Ooostkamp · 4 = K. FC Sparta Petegem · 5 = K. FC Voorde-Appelterre · 6 = FC Gullegem · 7 = K. SC Dikkelvenne · 8 = Brakel 3 1 6 J. Essevee Zelzate Gand 4 5 7 Auden. 8 Merelbeke Lebbeke Ypres 2 Roulers \| Localisation des clubs engagés en Division 2 VV série A en 2024-2025 |
| Légende » : · 1 = KM Torhout · 2 = Jong Westerlo · 3 = K. VC SV Ooostkamp · 4 = K. FC Sparta Petegem · 5 = K. FC Voorde-Appelterre · 6 = FC Gullegem · 7 = K. SC Dikkelvenne · 8 = Brakel 3 1 6 J. Essevee Zelzate Gand 4 5 7 Auden. 8 Merelbeke Lebbeke Ypres 2 Roulers                                                                            |

### Classement
- Champion d'automne:
- Dernière mise à jour: le 17 mars 2025.

Ne peuvent monter en « Nationale 1 » que les clubs en ordre de lice ad hoc. Dans le même ordre d'idées, -une licence spécifique est nécessaire pour évoluer en « Division 2 Amateur ». Des « relégations administratives » sont donc possibles.
| Rang | Équipe                  | Pts | J  | G  | N  | P  | Bp | Bc | Diff |
| ---- | ----------------------- | --- | -- | -- | -- | -- | -- | -- | ---- |
| 1    | SK Roeselare            | 58  | 25 | 19 | 1  | 5  | 48 | 21 | +27  |
| 2    | K. RC Harelbeke         | 49  | 25 | 14 | 7  | 4  | 51 | 36 | +15  |
| 3    | K. VV Zelzate           | 48  | 25 | 14 | 6  | 5  | 60 | 32 | +28  |
| 4    | K. SC Dikkelvenne       | 44  | 25 | 12 | 8  | 5  | 49 | 30 | +19  |
| 5    | K. VC SV Oostkamp       | 42  | 25 | 13 | 3  | 9  | 46 | 40 | +6   |
| 6    | K. SV Oudenaarde        | 40  | 25 | 12 | 4  | 9  | 41 | 40 | +1   |
| 7    | K. VK Westhoek Ypres    | 36  | 25 | 10 | 6  | 9  | 30 | 33 | -3   |
| 8    | Jong Essevee (U23)      | 33  | 25 | 10 | 3  | 12 | 44 | 40 | +4   |
| 9    | K. FC Sparta Petegem    | 32  | 25 | 9  | 5  | 11 | 35 | 45 | -10  |
| 10   | FC Lebbeke              | 28  | 25 | 6  | 10 | 9  | 40 | 48 | -8   |
| 11   | K. RC Gent              | 27  | 25 | 7  | 6  | 12 | 39 | 52 | -13  |
| 12   | K. OLSA Brakel          | 27  | 25 | 7  | 6  | 12 | 36 | 49 | -13  |
| 13   | FC Gullegem             | 26  | 25 | 7  | 5  | 13 | 38 | 45 | -7   |
| 14   | Jong Westerlo (U23)     | 25  | 25 | 7  | 4  | 14 | 30 | 39 | -9   |
| 15   | KM Torhout              | 25  | 25 | 6  | 7  | 12 | 34 | 49 | -15  |
| 16   | K. FC Voorde-Appelterre | 18  | 25 | 5  | 3  | 17 | 31 | 53 | -22  |

### Division 2 VV - Série B

#### Liste - Série VV «B»
| #  | Nom                                       | Mat. | Prov.       | Villes      | Stades                  | en « D2 » depuis | Total en « D2 » | Total au 4e niveau | 2023-2024         |
| -- | ----------------------------------------- | ---- | ----------- | ----------- | ----------------------- | ---------------- | --------------- | ------------------ | ----------------- |
| 1  | Koninklije Racing Club Mechelen           | 24   | Anvers      | Malines     | O. Van Kesbeeck         | 2022-23 3e       | 3 saisons       | 4 saisons          | 5e série B        |
| 2  | Jong KV Mechelen U23                      | 25   | Anvers      | Bornem      | Complex het Breeven     | 2022-23 3e       | 3 saisons       | 3 saisons          | 10e série B       |
| 3  | Koninklijke Berchem Sport                 | 28   | Anvers      | Berchem     | Ludo Coeck              | 2018-19 7e       | 8 saisons       | 20 saisons         | 11e série B       |
| 4  | Koninklijke Sport Kring Tongeren          | 54   | Limbourg    | Tongres     | Sportoase Eburons       | 2020-21 5e       | 4 saisons       | 13 saisons         | 8e série B        |
| 5  | Koninklijke Bocholter Voetbalvereniging   | 595  | Limbourg    | Bocholt     | Damburg                 | 2016-17 9e       | 9 saisons       | 14 saisons         | 7e série B        |
| 6  | Koninklijke Football Club Wezel Sport     | 844  | Anvers      | Mol         | Moresnetlaan            | 2023-24 2e       | 2 saisons       | 29 saisons         | 13e série B       |
| 7  | Koninklijke Rupel Boom Football Club      | 2138 | Anvers      | Boom        | Gemeentelijk Sport Park | 2023-24 2e       | 4 saisons       | 16 saisons         | 4e série B        |
| 8  | Koninklije Voetbal Club Lille United      | 2618 | Anvers      | Lille       | Complex Balsakker       | 2022-23 3e       | 3 saisons       | 18 saisons         | 15e série B       |
| 9  | Koninklijke Diegem Sport                  | 3887 | Brabant fl. | Diegem      | Gemeentelijk            | 2018-19 7e       | 7 saisons       | 24 saisons         | 12e série B       |
| 10 | Koninklijke Voetbal Club Houtvenne        | 4481 | Anvers      | Westerlo    | Camp Westel             | 2023-24 2e       | 4 saisons       | 4 saisons          | 6e série B        |
| 11 | Racing Club Hades Kiewit Hasselt          | 8721 | Limbourg    | Kiewit      | Kiewit                  | 2016-17 9e       | 9 saisons       | 12 saisons         | 14e série B       |
| 12 | Jong STVV U23                             | 373  | Limbourg    | Saint-Trond | Stayen                  | 2024-25 1er      | 1 saison        | 1 saison           | NC                |
| 13 | Koninklijke Football Club Esperanza Pelt  | 2529 | Limbourg    | Neerpelt    | De Roosen               | 2024-25 1er      | 1 saison        | 15 saisons         | 4e D3 VV série B  |
| 14 | Koninklijke Voetbalkring Wellen           | 2825 | Limbourg    | Wellen      | De Zavel                | 2024-25 1er      | 1 saison        | 7 saisons          | 5e D3 VV série B  |
| 15 | Koninklijke Berg en Dal Voetbalvereniging | 52   | Anvers      | Meerhout    | B.R.I.S. Stadion        | 2024-25 1er      | 1 saison        | 1 saison           | 2e D3 VV série B  |
| 16 | Eendracht Termien                         | 7919 | Limbourg    | Genk        | 't Heke                 | 2024-25 1er      | 1 saison        | 1 saison           | 1er D3 VV série B |

#### Localisations - Série  VV «B»
| \| 1 = Jong STVV U23 · RCM = K. RC Mechelen Berchem Boom Jong KVM RCM Lille Diegem Houtvenne Bocholt Hades Tongres Mol Pelt Wellen 1 Meerhout Termien \| Localisation des clubs engagés en Division 2 VV série B en 2024-2025 |
| 1 = Jong STVV U23 · RCM = K. RC Mechelen Berchem Boom Jong KVM RCM Lille Diegem Houtvenne Bocholt Hades Tongres Mol Pelt Wellen 1 Meerhout Termien                                                                            |

### Classement
- Champion d'automne:
- Dernière mise à jour: le 17 mars 2025

Ne peuvent monter en « Nationale 1 » que les clubs en ordre de lice ad hoc. Dans le même ordre d'idées, -une licence spécifique est nécessaire pour évoluer en « Division 2 Amateur ». Des « relégations administratives » sont donc possibles.
| Rang | Équipe                 | Pts | J  | G  | N  | P  | Bp | Bc | Diff |
| ---- | ---------------------- | --- | -- | -- | -- | -- | -- | -- | ---- |
| 1    | K. VC Houtvenne        | 52  | 25 | 15 | 7  | 3  | 53 | 22 | +31  |
| 2    | K. Rupel Boom FC       | 52  | 25 | 16 | 7  | 3  | 43 | 17 | +26  |
| 3    | K. Diegem Sport        | 49  | 25 | 14 | 7  | 4  | 52 | 26 | +26  |
| 4    | Eendracht Termien      | 41  | 25 | 12 | 5  | 8  | 51 | 41 | +10  |
| 5    | Jong KV Mechelen (U23) | 40  | 25 | 11 | 7  | 7  | 47 | 34 | +13  |
| 6    | K. RC Mechelen         | 37  | 25 | 9  | 10 | 6  | 34 | 33 | +1   |
| 7    | RC Hadès Hasselt       | 35  | 25 | 10 | 5  | 10 | 32 | 32 | 0    |
| 8    | K. Berg en Dal VV      | 34  | 25 | 10 | 4  | 11 | 36 | 40 | -4   |
| 9    | K. SK Tongeren         | 31  | 25 | 8  | 7  | 10 | 24 | 30 | -6   |
| 10   | K. Bocholter VV        | 28  | 25 | 7  | 7  | 11 | 38 | 47 | -9   |
| 11   | K. Berchem Sport       | 28  | 25 | 7  | 7  | 11 | 30 | 43 | -13  |
| 12   | K. VK Wellen           | 27  | 25 | 7  | 6  | 12 | 30 | 44 | -14  |
| 13   | Jong STVV (U23)        | 27  | 25 | 6  | 9  | 10 | 40 | 37 | +3   |
| 14   | K. FC Esperanza Pelt   | 25  | 25 | 5  | 10 | 10 | 27 | 37 | -10  |
| 15   | K. VC Lille United     | 21  | 25 | 6  | 3  | 16 | 31 | 58 | -27  |
| 16   | K. FC Wezel Sport      | 19  | 25 | 4  | 7  | 14 | 30 | 57 | -27  |

## Match pour le titre séries VV
- Participants
  - Série A

- - Série B

|          |          |           | Score | Prol | TaB |
| Match.   |          |           |       |      |     |
| mai 2024 | Domicile | Extérieur | ?-?   |      |     |

## Barrage pour le maintien éventuel séries VV
- Participants
  - Série A

- - Série B

|          |          |           | Score | Prol | TaB |
| Match.   |          |           |       |      |     |
| mai 2024 | Domicile | Extérieur | ?-?   |      |     |

## Résumé de la saison
- Champion série VFV A

- Champion série VFV B

- Champion série ACFF

- ...ième titre de D2 Amateur -...ième au 4e niveau - pour la province de ...[Quoi ?]
- ...ième titre de D2 Amateur -...ième au 4e niveau - pour la province de ...[Quoi ?]
- ...ième titre de D2 Amateur -...ième au 4e niveau - pour la province de ...[Quoi ?]

| Région flamande (32)             | Région flamande (32) | Région wallonne (18)              | Région wallonne (18) |
| -------------------------------- | -------------------- | --------------------------------- | -------------------- |
| Province d'Anvers                | 9                    | Province de Hainaut               | 4                    |
| Province de Flandre-Occidentale  | 7                    | Province de Liège                 | 8                    |
| Province de Flandre-Orientale    | 8                    | Province de Luxembourg            | 1                    |
| Province de Limbourg             | 7                    | Province de Namur                 | 2                    |
| Province du Brabant flamand      | 1                    | Province du Brabant wallon        | 0                    |
| Région de Bruxelles-Capitale VFV | 0                    | Région de Bruxelles-Capitale ACFF | 3                    |